# Awl Point
Der Awl Point (englisch für Ahlenspitze, in Argentinien gleichbedeutend Punta Punzón, in Chile Punta Awl) ist eine flache Landspitze mit einem in der Aufsicht scharf abknickenden Ende an der Ostseite der Trinity-Insel im Palmer-Archipel vor der Westküste des antarktischen Grahamlands. Sie liegt 6,5 km nordöstlich des Borge Point.
Das Kap findet sich erstmals auf einer argentinischen Karte aus dem Jahr 1952 unter dem Namen Cabo Wallaston [sic!] nach William Hyde Wollaston (1766–1828), Beigeordneter der Royal Society im Board of Longitude von 1818 bis 1828. Diese Benennung wurde verworfen, um Verwechslungen mit dem nahegelegenen Kap Wollaston zu vermeiden. Die heute gültige deskriptive Benennung nahm das UK Antarctic Place-Names Committee im Jahr 1960 vor.